# Pedro Otas
Pedro Otas (São Paulo, 3 de outubro de 1977) é um pugilista profissional brasileiro, ex-campeão: Latino americano WBO 2008 (World Boxing Organization), Brasileiro CNB 2008 (Conselho Nacional de Boxe) e FNBP 2015 (Federação Nacional de Boxe Profissional).

## Biografia
Pedro Otas é paulistano nascido e criado no bairro da Casa Verde zona norte. Iniciou no boxe como amador aos 17 anos, conquistando títulos nacionais e internacionais, no cenário olímpico e profissional. Também praticou outras artes marciais, e profissionalizou-se em 2004, quando por muito pouco não optou em seguir para o MMA. Desde sempre, alernou suas atividades como atleta e professor da modalidade, ministrando aulas em associações, academias e clubes. Otas tem dois filhos, Gabriel e Ana. Atualmente é casado com sua esposa Andrea, com quem reside na zona sul da  capital paulista.

## Características
Tido como um pugilista de técnica refinada e excelente defesa, Pedro Otas tinha a velocidade como característica, além de poderosos golpes em gancho. Mesmo assumindo o posto de 1o lugar no ranking brasileiro dos pesados, por uma temporada, a equipe do boxeador paulista de 1,83 de altura e 96 kilos, optou por faze-lo lutar no peso abaixo, onde sagrou-se campeão Latino WBO (World Boxing Organization) e Brasileiro CNB (Conselho Nacional de Boxe) na categoria de Cruzadores (90,720). Seu nome ganhou força quando em 2006, nocauteou o peso pesado Daniel Frank, que em seu último combate, havia vencido por nocaute o então renomado, Adilson"Maguila"Rodrigues. Na época,  Frank e Otas se enfrentaram na preliminar ao combate do campeão mundial Valdemir Pereira, o "Sertão". O evento foi transmitido ao vivo em rede nacional pela emissora RedeTV!. Frank era amplamente maior que Otas, mas foi dominado pelo jovem pugilista, levando o grande público presente ao delírio. Sua atuação o credenciou como um dos principais pugilistas no cenário nacional da categoria máxima, rendendo bons convites para lutas posteriores. No mesmo ano, Otas venceu Raphael Zumbano por nocaute técnico, no maior evento de lutas já realizado até hoje em São Paulo, em um Ginásio do Ibirapuera completamente lotado.

## Cartel profissional
38 lutas- 32 vitórias- 28 nocautes- 5 derrotas- 1 empate.
Fonte: https://boxrec.com/en/proboxer/234455